# THE INDEX
THE INDEX（ジ・インデックス）は、1985年結成のPUNK BAND。

## 沿革
- 1985年、大阪にて高校同級生のKIWPIE (IKEDA), Cocoon (KOKURA) を中心にOi Punk BANDとして結成。

## メンバー
- KIWPIE - ボーカル、ギター
- Cocoon - ベース（THE MAYUCHIX、大土井バンド）[1]
- WACCHAN - ドラムス(THE MAYUCHIX、大土井バンド、exTHE CANDYS)
- MAYUCHI-ギター（THE MAYUCHIX、No Borders、Dr. DOMINO、THE LEAPS、ex ロリータ18号）

過去のGr、KAZUHISA, ICHIZO(元THE EASY WALKERS),　KOMORI(RISING SUN)
過去のDs、HAYATO, SADAMORI(exRAPES),MASH (ex straight force 4men)

## 略歴
http://diskunion.net/clubh/ct/detail/PNK1105-139
- 1986年、OUTLAW'S GIGをEGG PLANTを拠点に主催し活動する。 OUTLAW'S VAテープ配布 参加BAND (STRIKES / Bugs Bunny / CANDYS / S・W・R等) 中之島野音でニューエスト・モデル / MADGANG / GARLIC BOYS / GRIFFIN等と野外イベントを企画参加。 *1987年、1stソノシート、(Make Merry)を発売、GARLIC BOYSと全国ツアーを展開。
- 1988年、2ndソノシート、(Are you ready?only just go!)を発売し、MADGANG / ニューエスト・モデル / GARLIC BOYSと共に東京シーンに殴りこみ、大阪カチ割り軍団と呼ばれる。
- 新宿ロフトでのスマイルパーティーに参加(ニューロティカ/ブッチャーズ/スワンキーズ等)
- 日本ビクターの1988年の日本のロックバンドを収録した『ROCKIN'DEX88』に参加。
- 「宝島」からのVA『VIDEO』に参加。
- 原宿ホコ天でスピッツと路上ライブを行う。
- 毎年12月に開催されるソウル・フラワー・ユニオンのイベント年末ソウル・フラワー祭に出演。
- 1990年、アルケミーレコード GrasshopperからのBEAT PUNK VAにDOBLE BOGGYS / AIMS等と参加。
- 1991年、ファンダンゴで7曲入りカセットテープを無料配布後、解散。

- 解散後、ベースCocoonは、元MOBSのGr、丈太郎と元INUでアウシュビッツの林直人をVoに起用し、後にINDEXに加入するDs、WACCHANと【丈太郎バンド】に加入する。

　丈太郎はXのGrオファーを断り、鉄アレイに加入するまでの間、丈太郎バンドで活動していた。
- 1998年、元THE EASY WALKERSのGr.ICHIZO、THE CANDYSのWACCHANを迎え再結成。
- 1999年、1stEPアナログ版『KUMO NO SHITADE』発売。DOUBLE BOGGYS トリビュートVAに参加。
- 2000年、ガガガSP等とVA『NEVER FORGET PUNK SOUL』に参加。
- 2001年、1stアルバム『INDIAN ROCK'ROLL』発表。
- 2002年、OUTLAW'S VA『Speciality Troop』に企画参加。参加BAND(DOROCHYS / HISATAKA等)
- 2003年、straight force FOR MENとのスプリット『矛盾』発表。
- 2005年、2ndアルバム『終わり無き暴動』発表。
- 2010年、VA『Skinhead! it's an asian league』に参加。
- 2011年、3rd Album『PROUD, CONFIDENCE AND THANKS』modernedgeta recordsより発表。 帯はCOBRA、YOSU-KO「男だね！　パンクだぜ！良質Oiだぜ！スタイル変えることなく進めよ進め！」とある。
2nd Album『終わり無き暴動』3rd Album『PROUD, CONFIDENCE AND THANKS』には、キーボードで元ニューエスト・モデル現ソウル・フラワー・ユニオンの奥野真哉が参加。
- 2015年、4th Album『Rock-steady beat ok』発表。THE INDEX 30周年記念Album、オリジナル＆カバーさらに1990年発表の音源をリミックスしたボーナストラックを含む15曲収録。Special guestにKEIGO(元エノラゲイ、ザ・スターリン、G-ZET、THE STAR CLUB、COBRA、NICKEY & THE WARRIORS)参加。
- 2015年、1月KINGCOBRAで結成30周年記念ライブにはニューロティカ、コックニーコックス、ルーズハロウィンが出演。
- 2015年、3月KINGCOBRAで結成30周年記念ワンマンライブでは、YOSU-KO(COBRA)＆ THE INDEX としてVo.YOSU-KO、バックがTHE INDEXでインディーズ時代のCOBRAを披露。

4月にも京都でYOSU-KO(COBRA)＆ THE INDEX として出演。
エスカルゴ(DoubleBogys）＆ THE INDEX も披露している。
- 2015年は結成30周年イベントを多く主催し活動し、野性爆弾 川島邦裕率いるTHE SESELAGEES,テッチャン(EXマッドギャング),地獄車、DUB4REASON、BALZAC、アグロナックル、デモリッション等と共演している。

## メンバー・THE INDEX以外での活動
- 大土井バンド（チェッカーズの大土井裕二率いるバンド）のリズム隊としてBass.CocoonとDs.WACCHANが参加
- THE MAYUCHIX　 Gr Vo,MAYUCHI Dr,WATANABEX  Bass,Cocoon
- M.O.B.S  Gr YAMANE  Bass,Cocoon(2018.8月脱退)
- RISING SUN　Gr,KOMORI(RISING SUN) Ds,SETO(RISING SUN)Vo,KUWATA  Bass,Cocoon(2018.8月脱退)
- Double Warriors 　Vo,KEIGO(exザ・スターリン,THE STAR CLUB,NICKEY & THE WARRIORS,G-ZET,COBRA)Gr,NORI(GRUESOME)Ds,SHIN(ZYANOSE)Bass,Cocoon
- テッチャン(EXマッドギャング)　Vo,西川てつや(ex MADGANG)Gr,YUTAKA(exRUDEBOYS)Ds,COBA★YOUNG(exGARLIC BOYS)Bass,Cocoon(2018.8月脱退)